# 普济寺 (朝阳区)
普济寺，位于北京市朝阳区朝阳门外大街北侧，是一座汉传佛教寺院。现已无存。

## 简介
《北京寺庙历史资料》1936年北平寺庙登记中记载，普济寺位于朝阳门外大街285号。北平市《1947年第二次寺庙总登记》记载该寺住持为昌和。
1949年下半年，北京市人民政府在朝阳门外大街建立北京市第九书报阅览室。1950年11月1日，北京市人民政府决定将其扩建为北京市第六文化馆。1953年更名为关厢文化馆，馆址设在普济寺内，占地面积400多平方米，设有阅览室、游艺室。1954年，关厢文化馆改归东郊区主管。1955年，北京市文化局将该馆定为工厂区重点馆。1958年，关厢文化馆与高碑店文化馆合并为朝阳区文化馆，并且迁入位于小庄的新址。
普济寺位于朝阳门外大街北侧，天仙护国佑圣延寿宫以东。现已无存。